# Верхняя Филя
Верхняя Филя́ (лезг. Вини Филе) — упразднённое село в Магарамкентском районе Дагестана. Входило в состав Филялинского сельсовета. Упразднено в 1974 году, а население переселено в село Новая Филя.

## География
Располагалось на склоне горы Чучейсын, в левобережье реки Самур, в 4 км к северо-востоку от села Новое Каракюре.

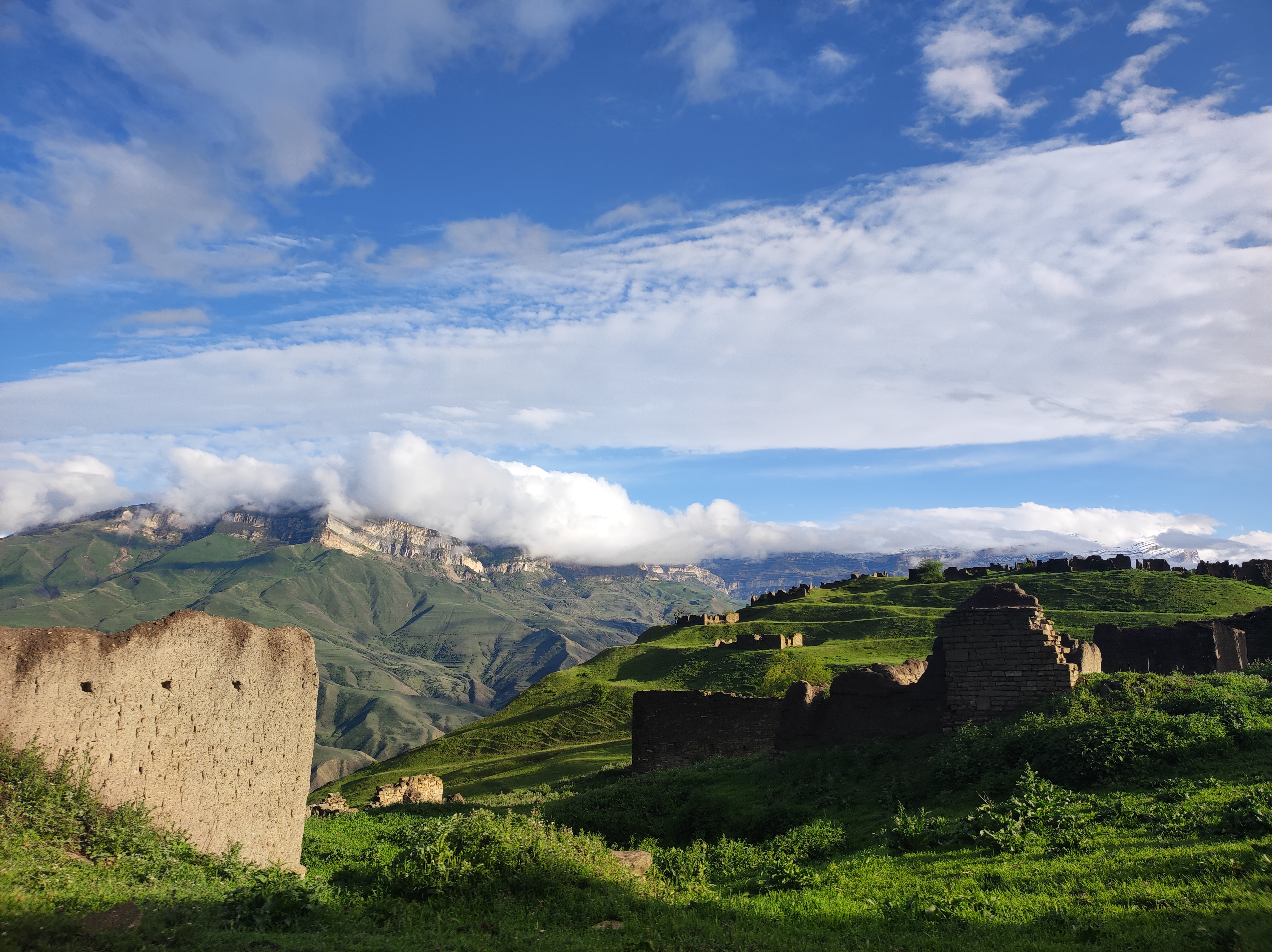
Заросшая территория
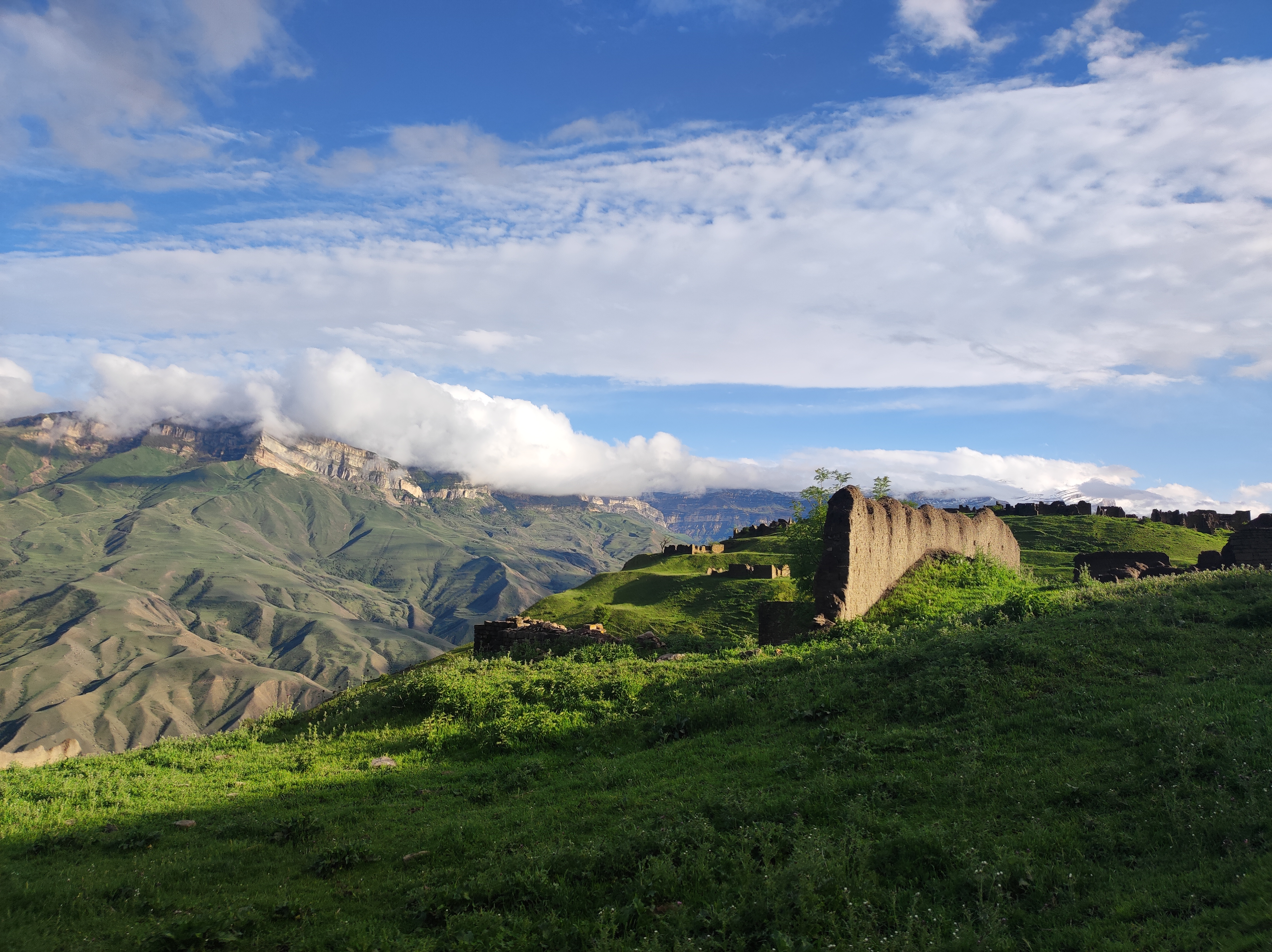
Крайние постройки
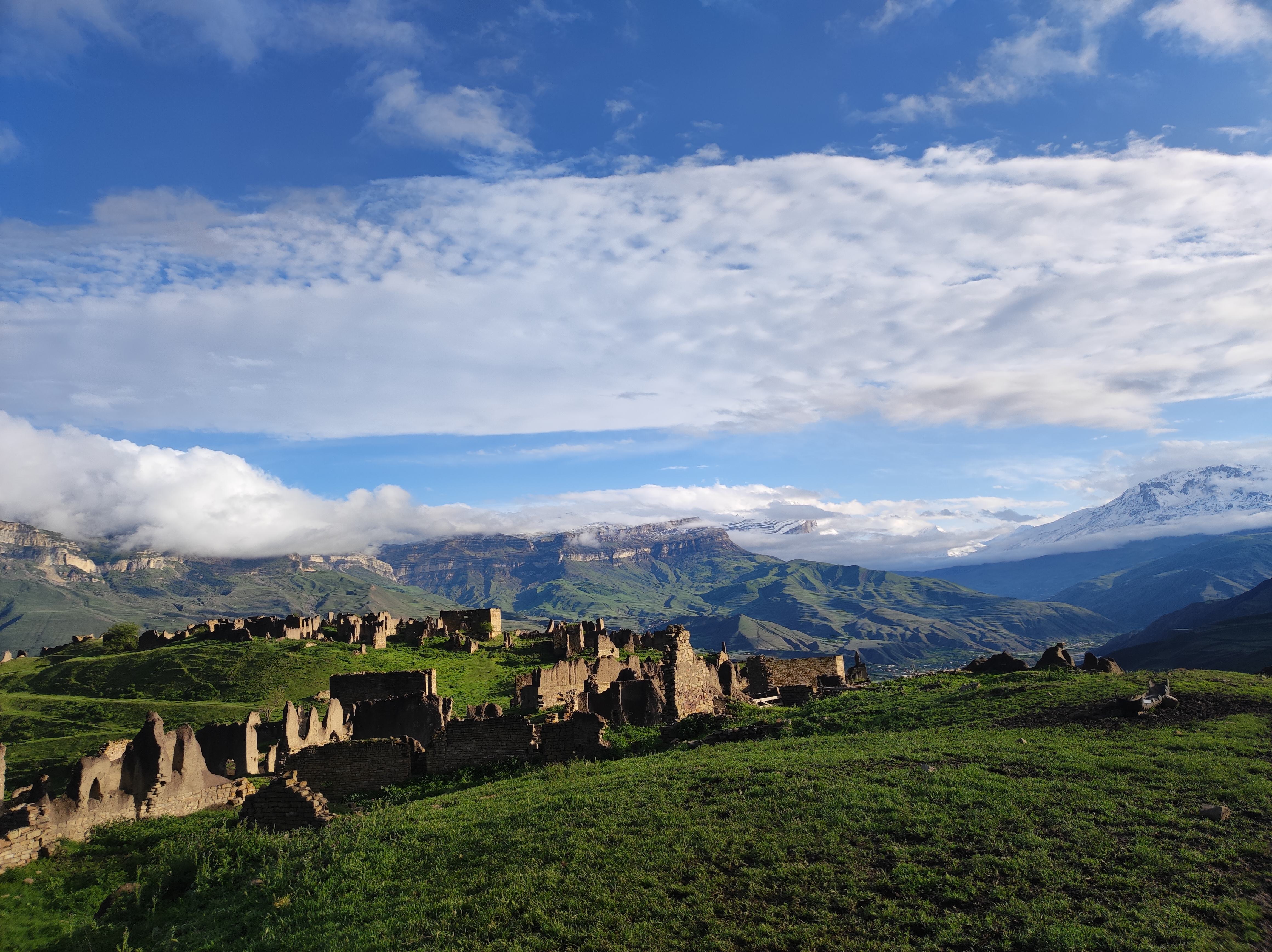
Общий вид части посёлка
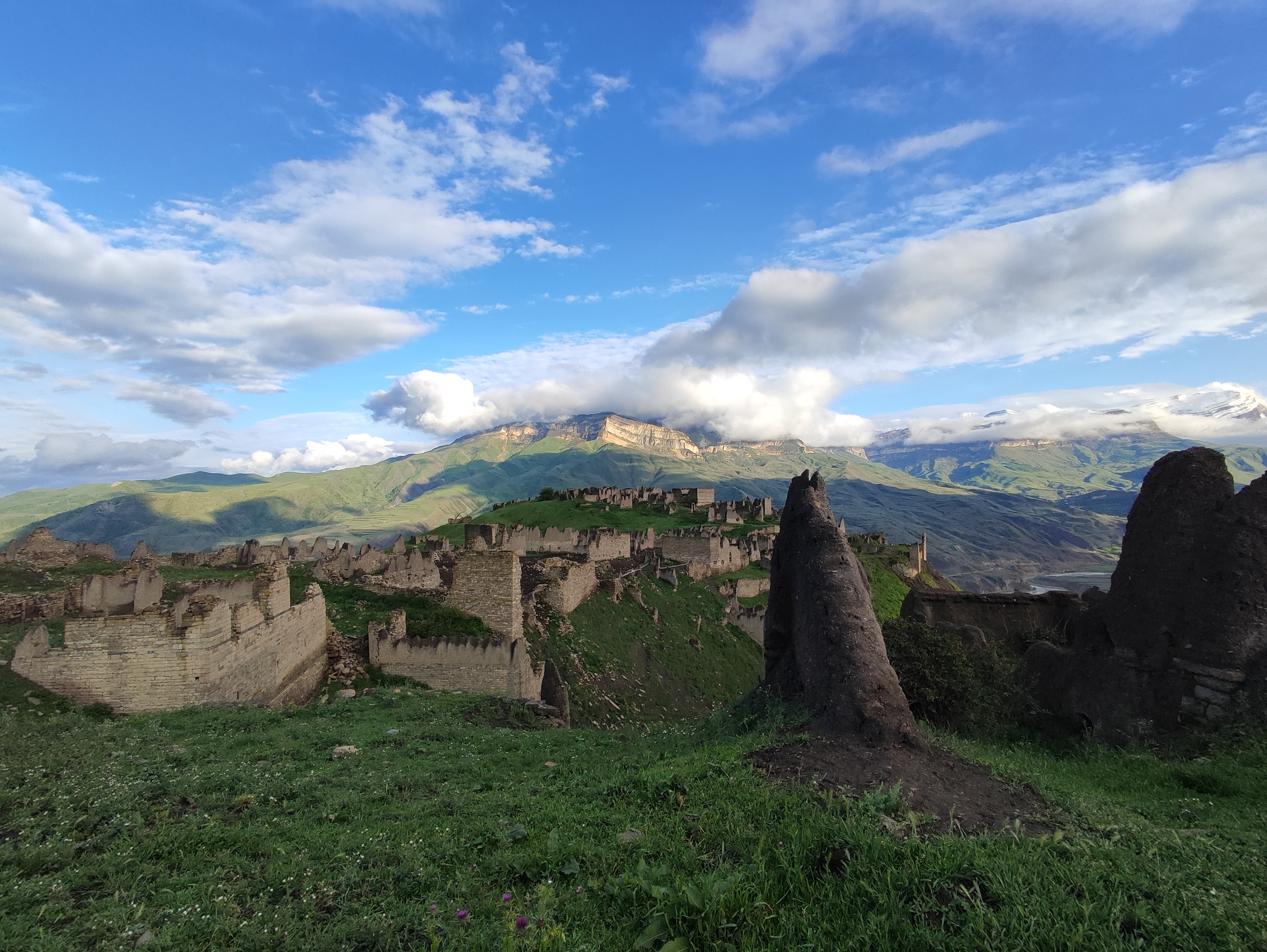
Разрушенные здания
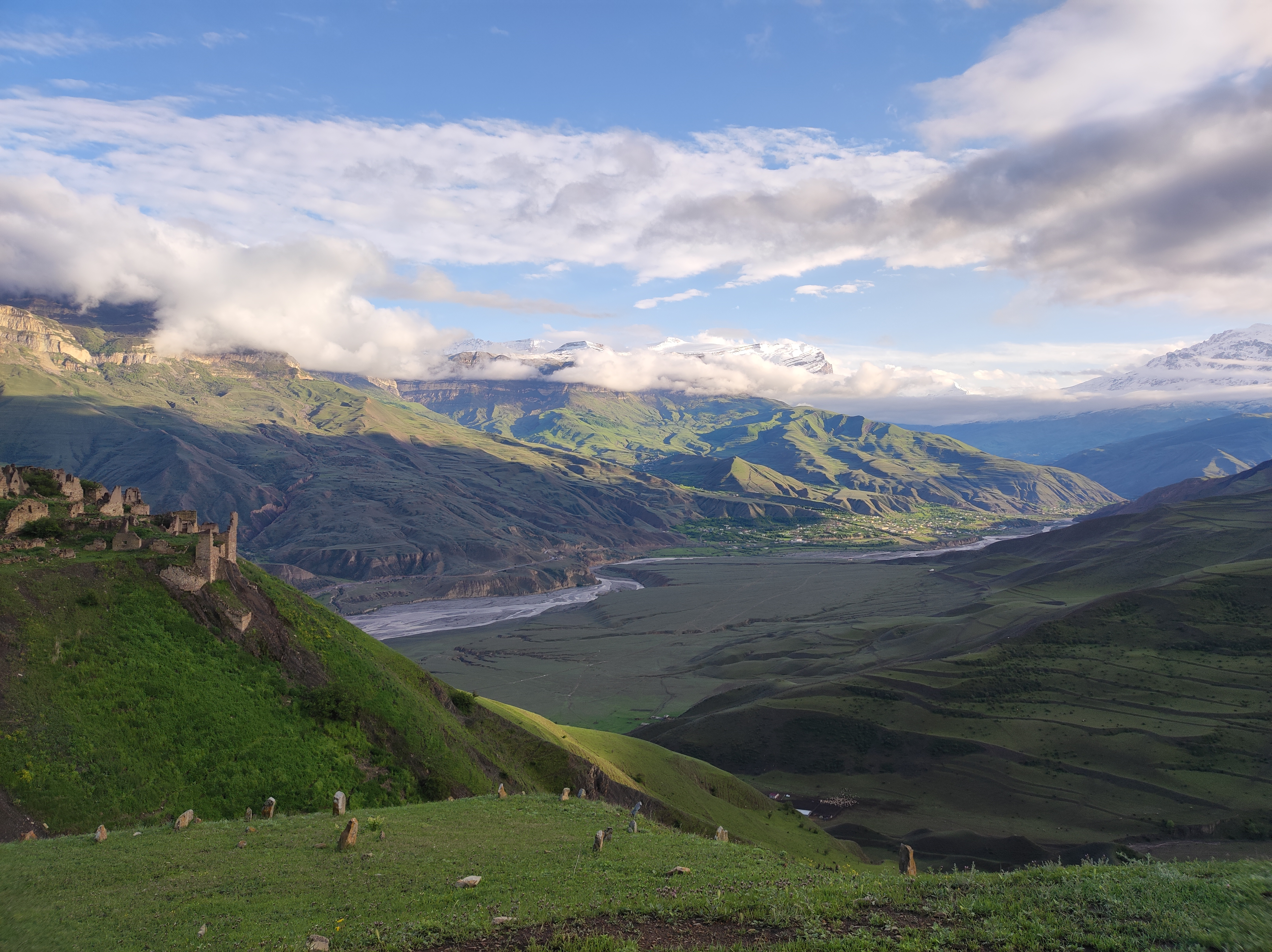
Часть погребений на территории
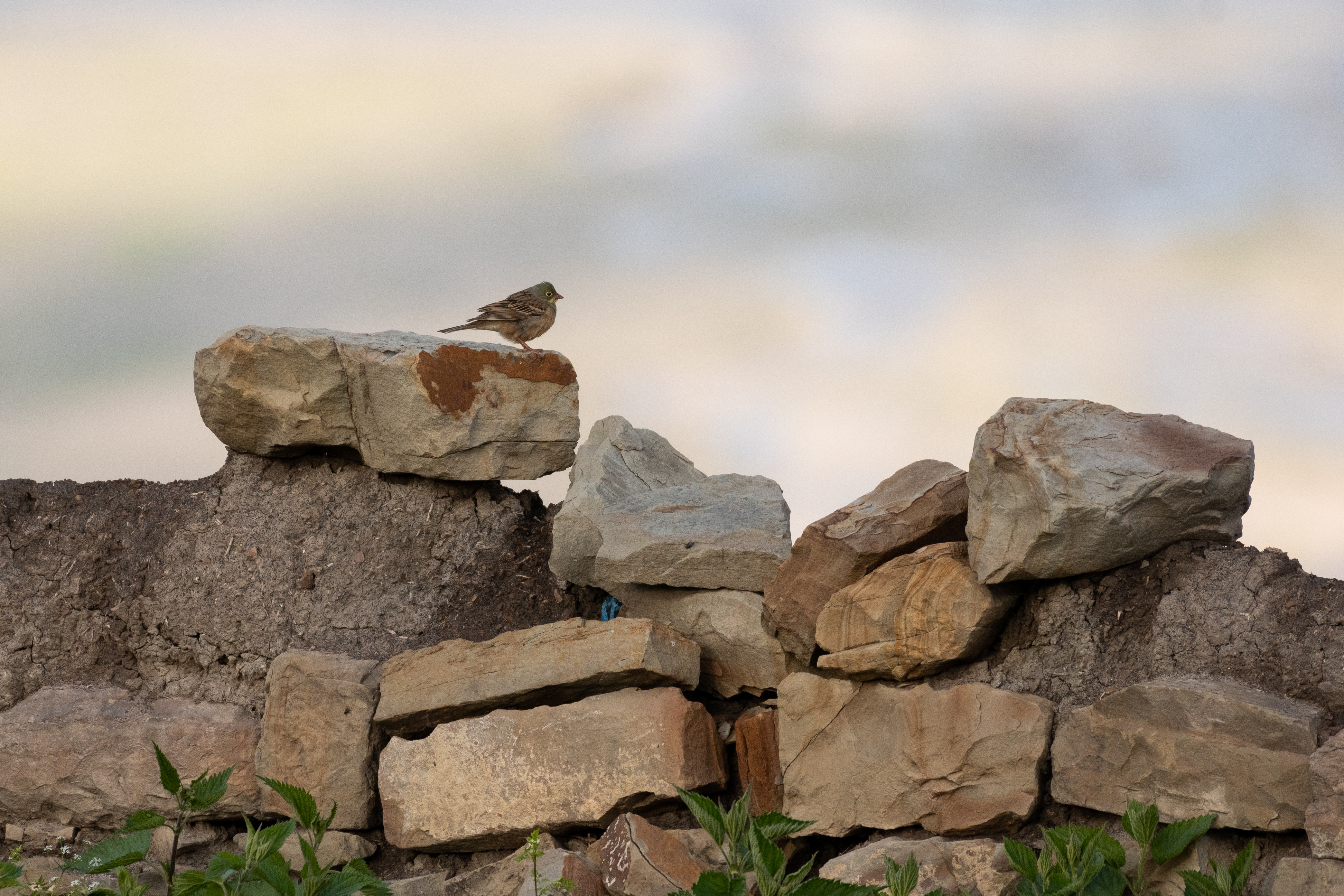
Сейчас разрушаемые постройки используют птицы для устройства гнёзд
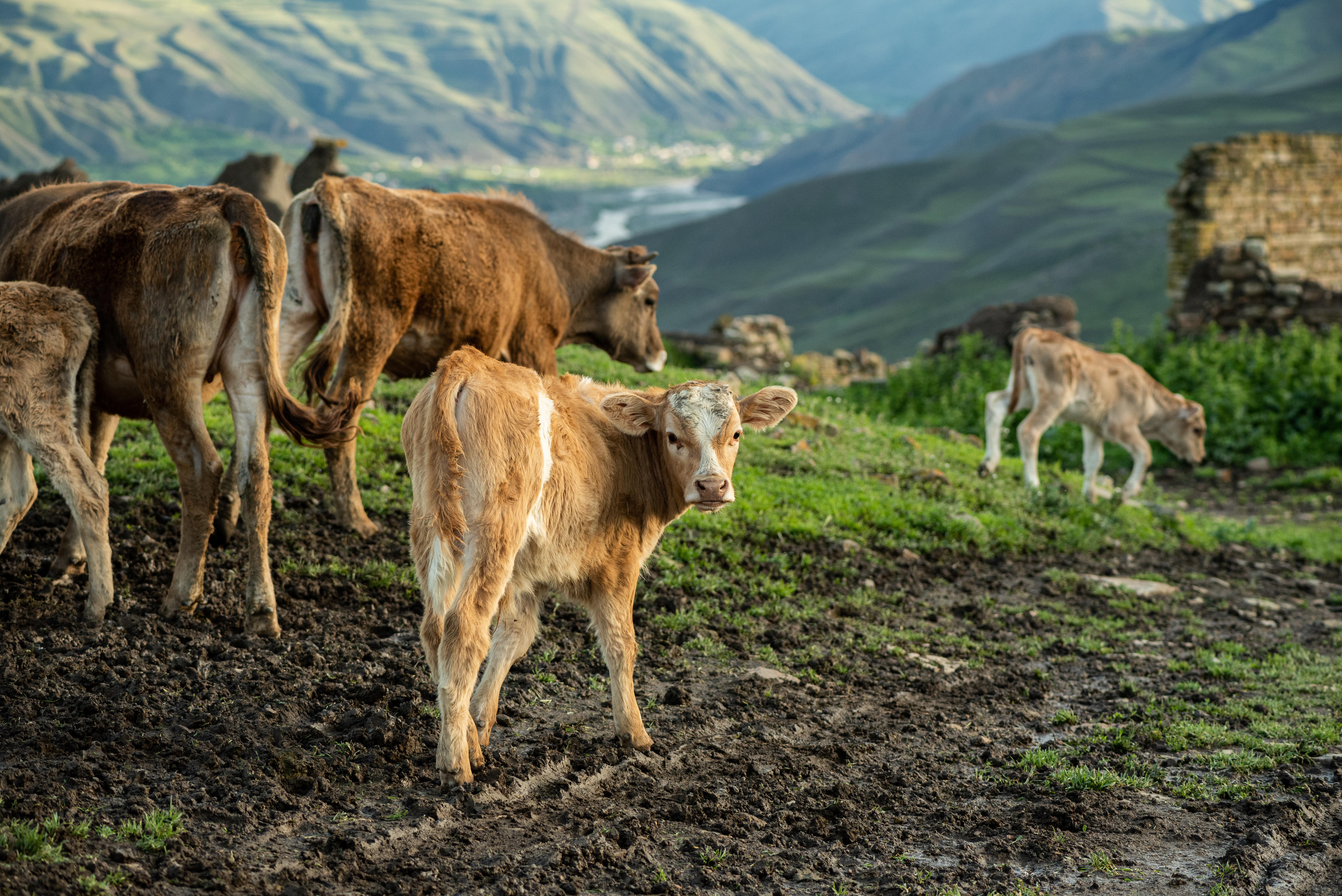
Через территорию посёлка перегоняют скот и лошадей
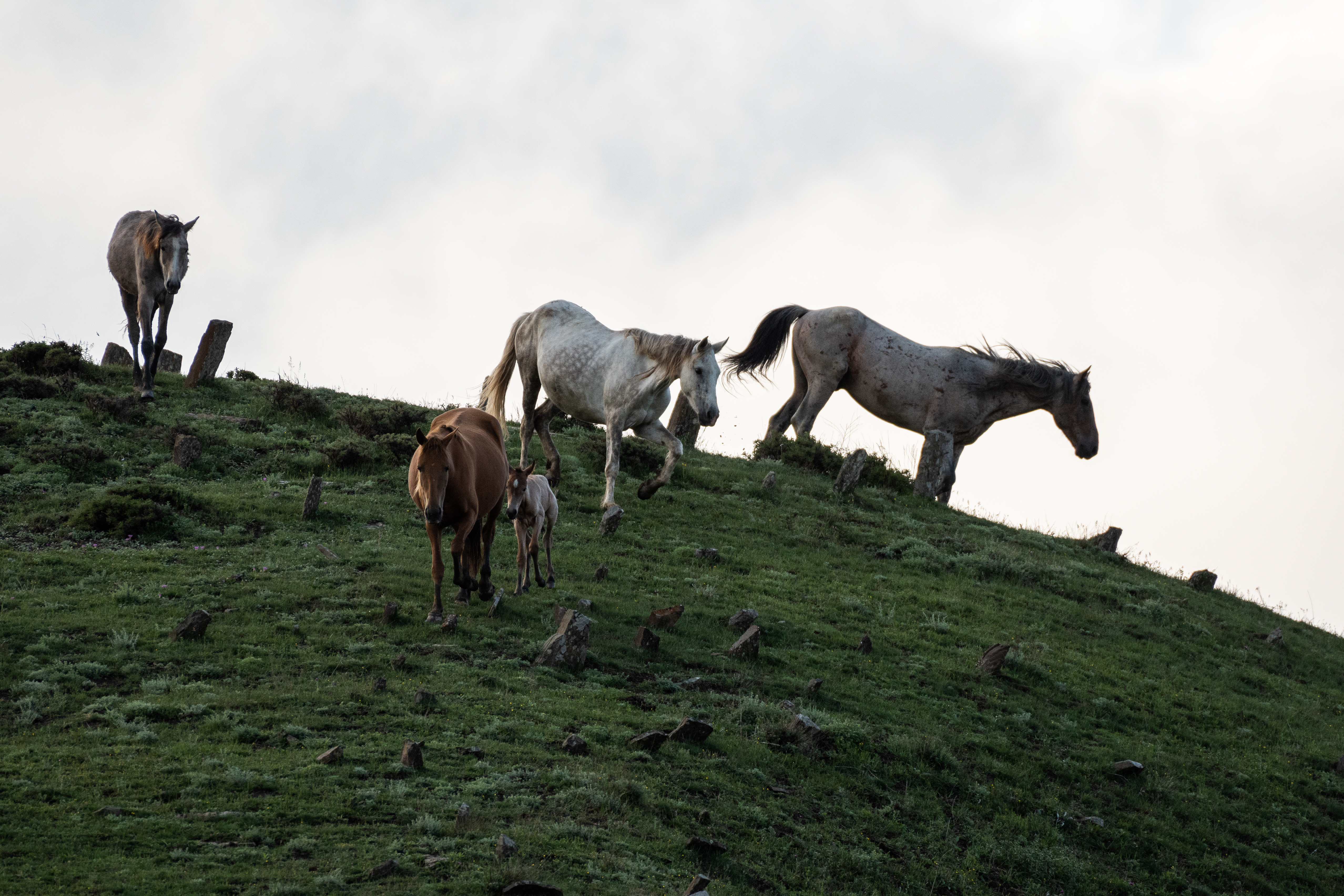
Сгоняемые лошади пробегают через холм с могильными камнями

## История
По данным на 1926 год село Филя являлось центром Филялинского сельсовета Ахтынского района, состояло из 213 хозяйств. В селе располагалась школа и отделение потребительского общества. Село до 1934 года входило в состав Ахтынского района, до 1960 года (вновь с 1963 по 1965 годы) в состав Докузпаринского района. В 1936 году создан колхоз имени Коминтерна. В 1961 году на базе колхоза создан Самурский откормочный совхоз. В 1969 году постановлением Совмина ДАССР было принято решение о поэтапном переселение жителей села на равнину во вновь выстроенный переселенческий посёлок Новая Филя. Последняя семья из населённого пункта была переселена в 1974 году. В период переселения и параллельного существования старого и нового населённого пункта, за старым селом закрепилось название Верхняя Филя.

## Население
| Численность населения | Численность населения | Численность населения | Численность населения | Численность населения |
| 1895                  | 1908                  | 1926                  | 1939                  | 1970                  |
| --------------------- | --------------------- | --------------------- | --------------------- | --------------------- |
| 1178                  | ↘894                  | ↘799                  | ↗863                  | ↘61                   |

## Известные люди
- Магомедов, Меджид Мусенифович (род. 1950) — советский и российский спортсмен и тренер по вольной борьбе.
- Яралиев, Ярмет  (1912—1980) — советский  нефтяник, Герой Социалистического Труда (1966).